# Heinrich Böie
Heinrich Böie (* 16. September 1825 in Altona; † 18. Juni 1879 ebenda) war ein deutscher Violinist, Komponist und Musikalienhändler. Er war der Bruder des Violinisten John Böie.

## Leben und Werk
Heinrich Böie erhielt seine Ausbildung als Violinist bei Karl Müller in Braunschweig. Er komponierte mehrere Opern wie die Opernburleske Der Fechter von Ravenna sowie Lieder.
Heinrich Böie war Leiter der Altonaer Sing-Academie.